# Provincia de Pavía
Pavía (en italiano: provincia di Pavia) es una provincia italiana de la región de Lombardía, en el norte de Italia. Su capital y ciudad más poblada es Pavía.
Tiene un área de 2965 km², y una población total de 493 829 habitantes (2001). Hay 190 comuni (municipios) en la provincia (fuente: ISTAT, véase este enlace).
Los municipios principales por población son:
| Municipio               | Población |
| ----------------------- | --------- |
| Pavía                   | 71 436    |
| Vigevano                | 59 862    |
| Voghera                 | 38 415    |
| Mortara                 | 14 696    |
| Stradella               | 10 955    |
| Garlasco                | 9371      |
| Broni                   | 9261      |
| Gambolò                 | 9046      |
| Casorate Primo          | 7745      |
| Mede                    | 6991      |
| Casteggio               | 6379      |
| Cassolnovo              | 6230      |
| Robbio                  | 6063      |
| Sannazzaro de' Burgondi | 5888      |
| Belgioioso              | 5841      |
| Cava Manara             | 5835      |
| Siziano                 | 5594      |
| San Martino Siccomario  | 5259      |
| Cilavegna               | 5196      |

- Datos: Q16231
- Multimedia: Province of Pavia / Q16231